# Anthurium andicola
Anthurium andicola är en kallaväxtart som beskrevs av Frederik Michael Liebmann. Anthurium andicola ingår i släktet Anthurium och familjen kallaväxter. Inga underarter finns listade.

## Bildgalleri

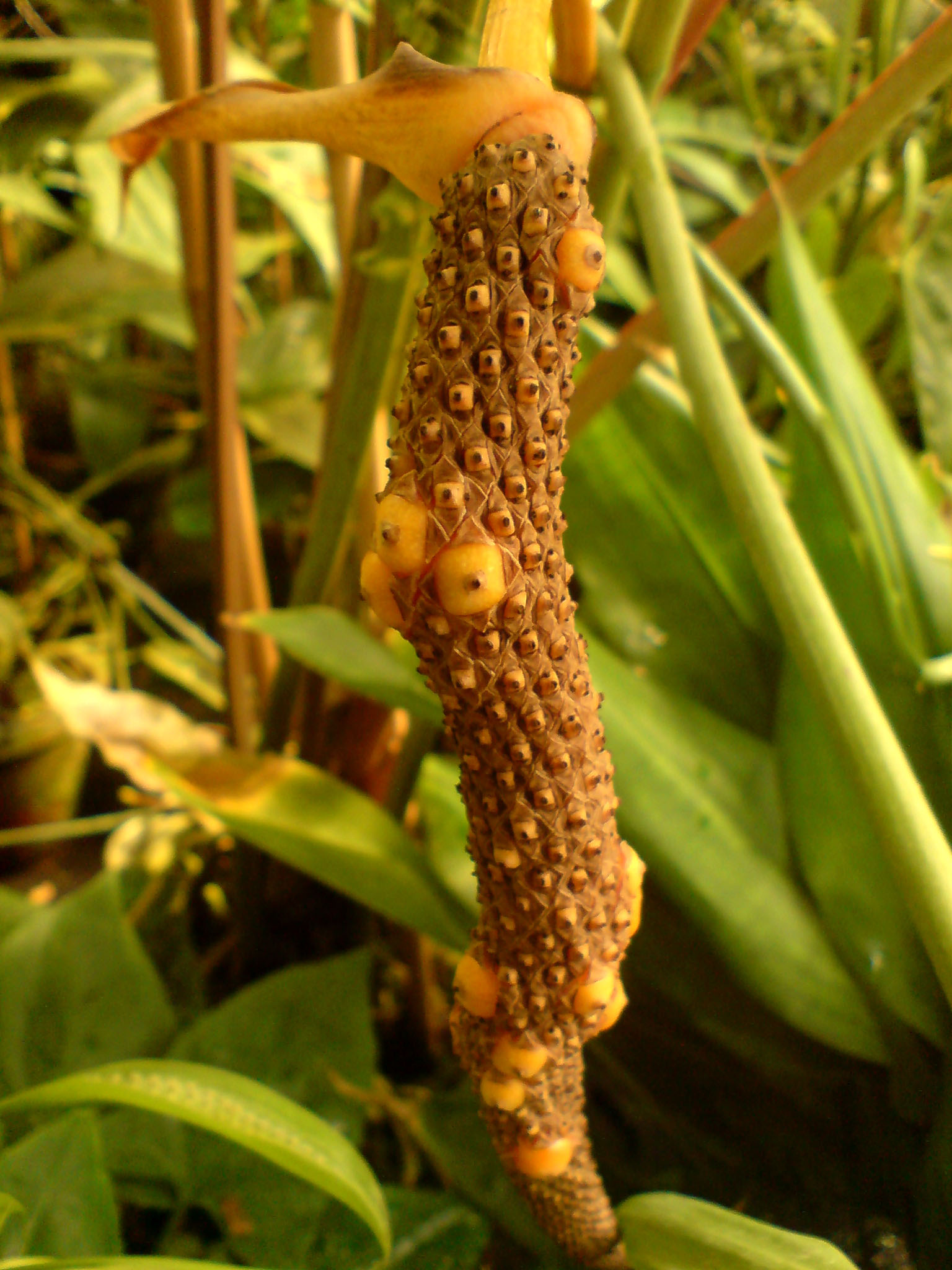